# 지온지촌
지온지촌(慈恩寺村)은 사이타마현 미나미사이타마군에 존재했던 촌이다. 

## 지리
- 사이타마현 미나미사이타마 지역의 중앙부에 위치하고 있다.

## 역사
- 1889년 4월 1일 - 정촌제 시행에 수반해 미나미사이타마군 지온지촌이 성립하였다.
- 1954년 
  - 5월 3일 - 이와쓰키정, 니와촌, 와도촌, 가시와자키촌, 가와이촌, 가와도리촌과 합병해 미나미사이타마군 이와쓰키정이 성립해, 오아자는 이와쓰키정에 계승되었다.
  - 7월 1일 - 이와쓰키정이 시로 승격해 이와쓰키시가 되었다.
- 1988년 12월 19일 - 시내 지역번호가 0487에서 048로 변경되었다.
- 2005년 4월 1일 - 이와쓰키 시가 사이타마 시에 편입되어 사이타마 시 이와쓰키 구가 되었다.

## 참고문헌
- 「角川日本地名大辞典」編纂委員会『角川日本地名大辞典 11 埼玉県』角川書店、1980年7月8日。ISBN 4040011104。